# Vermiglio
Vermiglio er en film fra 2024 af Maura Delpero.

## Medvirkende
- Giuseppe De Domenico
- Tommaso Ragno
- Martina Scrinzi
- Roberta Rovelli
- Carlotta Gamba
- Orietta Notari
- Sara Serraiocco